# Гозлен I Мэнский
Гозлен I (фр. Gauzlin Ier du Maine) (IX век) — франкский сеньор, родоначальник Роргонидов.

## Биография
Сеньор, происходящий из Мэна, первый достоверно известный представитель дома Роргонидов. Возможно, что он был потомком первых графов Ле-Мана, упоминаемых в VIII веке. Он упоминается в документе, подписанном 1 марта 839 года его сыном Роргоном I. Неизвестно, какие владения у него были.

## Брак и дети
жена: Адельтруда
- Роргон I (ум. 839/840) — граф Мэна
- Гозберт (ум. 853) — граф Мэна
- (?) Эрве[1]
- (?) Эброин (ум. 858) — епископ Пуатье[2]